# Celeste Holm
Celeste Holm (New York City, 29. travnja 1917. – New York City, 15. srpnja 2012.) bila je američka filmska, kazališna i televizijska glumica, dobitnica Oscara za najbolju sporednu glumicu (1947. godine), do svoje smrti vjerojatno najstarija svjetska aktivna glumica.

## Životopis
Celeste Holm je rođena u New Yorku, u obitelji norveškog podrijetla. Holm je studirala glumu na sveučilištu u Chicagu. Prvi nastup na kazališnim daskama je imala 1936. godine i uskoro je postala poznata glumica na Broadwayju. Na filmu je debitirala 1946. godine ulogom u Trima djevojčicama u plavom (Three Little Girls in Blue).
Već za treći film, Džentlmenski sporazum iz 1947. godine, Celeste Holm je dobila Oscara za najbolju sporednu glumicu, kao i Zlatni globus za najbolju sporednu glumicu. Slijedile su još dvije nominacije za Oscara, 1949. za Pridružite se stadu i 1950. za Sve o Evi, obje u kategoriji najbolje sporedne glumice.
Holm je, kao rijetko koja glumica, na vrhuncu filmske slave napustila Hollywood i vratila se kazalištu, premda se i dalje povremeno pojavljivala na filmu. Unatoč djelomičnom povlačenju, zabilježila je preko 100 filmskih i televizijskih uloga.  
Celeste Holm je jedna od glasnogovornica UNICEF-a. Unatoč poodmakloj životnoj dobi, nastavila je snimati filmove; posljednji je Driving Me Crazy iz 2012. godine.

## Vanjske poveznice
- Celeste Holm u internetskoj bazi filmova IMDb-u (engl.)